# Spaniocelyphus hirtus
Spaniocelyphus hirtus är en tvåvingeart som beskrevs av Joann M. Tenorio 1972. Spaniocelyphus hirtus ingår i släktet Spaniocelyphus och familjen Celyphidae.
Artens utbredningsområde är Taiwan. Inga underarter finns listade i Catalogue of Life.